# Championnat de Tchéquie de football 1996-1997
Navigation
Saison 1995-1996 Saison 1997-1998
La saison 1996-1997 du Championnat de République tchèque de football était la 4e édition de la První Liga, le championnat de première division de la jeune République tchèque. Les 16 clubs de l'élite jouent les uns contre les autres lors de rencontres disputées en matchs aller et retour au sein d'une poule unique.
Le Sparta Prague finit en tête du championnat et récupère le titre perdu la saison dernière. C'est le 3e titre de champion de République tchèque en quatre ans pour le club.

## Les 16 clubs participants
| - AC Sparta Prague - SK Slavia Prague - FC Boby Brno - SFC Opava - FK Jablonec - FC Hradec Kralové - FC Banik Ostrava - FK Teplice - Promu de 2. Liga | - SK Dynamo Ceské Budejovice - SK Sigma Olomouc - FC Bohemians Prague- Promu de 2. Liga - Viktoria Plzen - Slovan Liberec - FK Viktoria Zizkov - Petra Drnovice - MFK Karvina - Promu de 2. Liga |

## Compétition

### Classement
Le barème de points servant à établir le classement se décompose ainsi :
- Victoire : 3 points
- Match nul : 1 point
- Défaite : 0 point

| Rang | Équipe                     | Pts | J  | G  | N  | P  | Bp | Bc | Diff |
| ---- | -------------------------- | --- | -- | -- | -- | -- | -- | -- | ---- |
| 1.   | AC Sparta Prague           | 65  | 30 | 19 | 8  | 3  | 61 | 20 | +41  |
| 2.   | SK Slavia Prague (T) (C)   | 61  | 30 | 18 | 7  | 5  | 59 | 24 | +35  |
| 3.   | FK Jablonec                | 56  | 30 | 17 | 5  | 8  | 40 | 29 | +11  |
| 4.   | FC Boby Brno               | 52  | 30 | 14 | 10 | 6  | 44 | 35 | +9   |
| 5.   | Slovan Liberec             | 46  | 30 | 12 | 10 | 8  | 33 | 30 | +3   |
| 6.   | SK Dynamo Ceske Budejovice | 44  | 30 | 11 | 11 | 8  | 38 | 40 | -2   |
| 7.   | Petra Drnovice             | 43  | 30 | 12 | 7  | 11 | 53 | 44 | +9   |
| 8.   | SK Sigma Olomouc           | 40  | 30 | 10 | 10 | 10 | 36 | 30 | +6   |
| 9.   | SFC Opava                  | 40  | 30 | 10 | 10 | 10 | 34 | 35 | -1   |
| 10.  | FC Banik Ostrava           | 37  | 30 | 8  | 13 | 9  | 33 | 35 | -2   |
| 11.  | Viktoria Plzen             | 32  | 30 | 7  | 11 | 12 | 33 | 37 | -4   |
| 12.  | FK Viktoria Zizkov         | 29  | 30 | 6  | 11 | 13 | 17 | 33 | -16  |
| 13.  | FK Teplice (P)             | 28  | 30 | 6  | 10 | 14 | 21 | 37 | -16  |
| 14.  | FC Hradec Kralové          | 28  | 30 | 5  | 13 | 12 | 22 | 39 | -17  |
| 15.  | MFK Karvina (P)            | 25  | 30 | 6  | 7  | 17 | 25 | 50 | -25  |
| 16.  | FC Bohemians Prague (P)    | 19  | 30 | 4  | 7  | 19 | 22 | 53 | -31  |

|  | Qualifié pour la Ligue des champions 1997-1998                                                     |
|  | Qualifié pour la Coupe des Coupes 1997-1998                                                        |
|  | Qualifié pour la Coupe UEFA 1997-1998                                                              |
|  | Relégation en 2e division                                                                          |
|  | (T) : Tenant du titre (C) : Vainqueur de la Coupe de République tchèque (P) : Promu de 2e division |

## Bilan de la saison
| Tableau d'Honneur                             |                  |
| Compétition                                   | Vainqueur        |
| Championnat de République tchèque de football | AC Sparta Prague |
| Coupe de République tchèque de football       | SK Slavia Prague |

| Qualifications européennes    |                          |
| Ligue des champions 1997-1998 | Qualifié                 |
| 1er tour                      | AC Sparta Prague         |
| Coupe des Coupes 1997-1998    | Qualifié                 |
| 1er tour                      | SK Slavia Prague         |
| Coupe UEFA 1997-1998          | Qualifiés                |
| 1er tour                      | FC Boby Brno FK Jablonec |

| Promotion et relégation |                                              |
| Relégués en Druhá Liga  | MFK Karvina FC Bohemians Prague              |
| Promus en První Liga    | AFK Atlantic Lazne Bohdanec FC Dukla Pribram |